# ناحية الفاخورة
ناحية الفاخورة إحدى نواحي سوريا تتبع إداريّاً لمحافظة اللاذقية منطقة القرداحة ومركزها بلدة الفاخورة، بلغ تعداد سكان الناحية 18,357 نسمة حسب التعداد السكاني لعام 2004.

## بلدات وقرى ناحية الفاخورة
- اسطامو
- البسطيرون
- بحوراة
- بيت سوهين
- بصراما
- بقيلون
- بستان البركة
- دباش
- الفاخورة
- غيو
- الحسانية
- كفرز
- خشخاشة
- معلقة
- نقورو
- القلمون
- قمين
- ترمي
- دير زينون (وطي دير زينون)
- يرتة
- اللدينة
- بسيقة الغربية
- جبيرية
- مرخو
- بديمو

</d